# ATM (Piombino)
ATM S.p.A., acronimo di Azienda Trasporti Municipalizzati, è una società pubblica italiana che ha gestito il trasporto pubblico locale nel comune di Piombino e in parte della provincia di Livorno. Dal 2010 si occupa solo della gestione del patrimonio immobiliare e della partecipazione detenuta in Tiemme Toscana Mobilità, società subentrata alla gestione operativa del servizio di trasporto pubblico locale.

## Storia

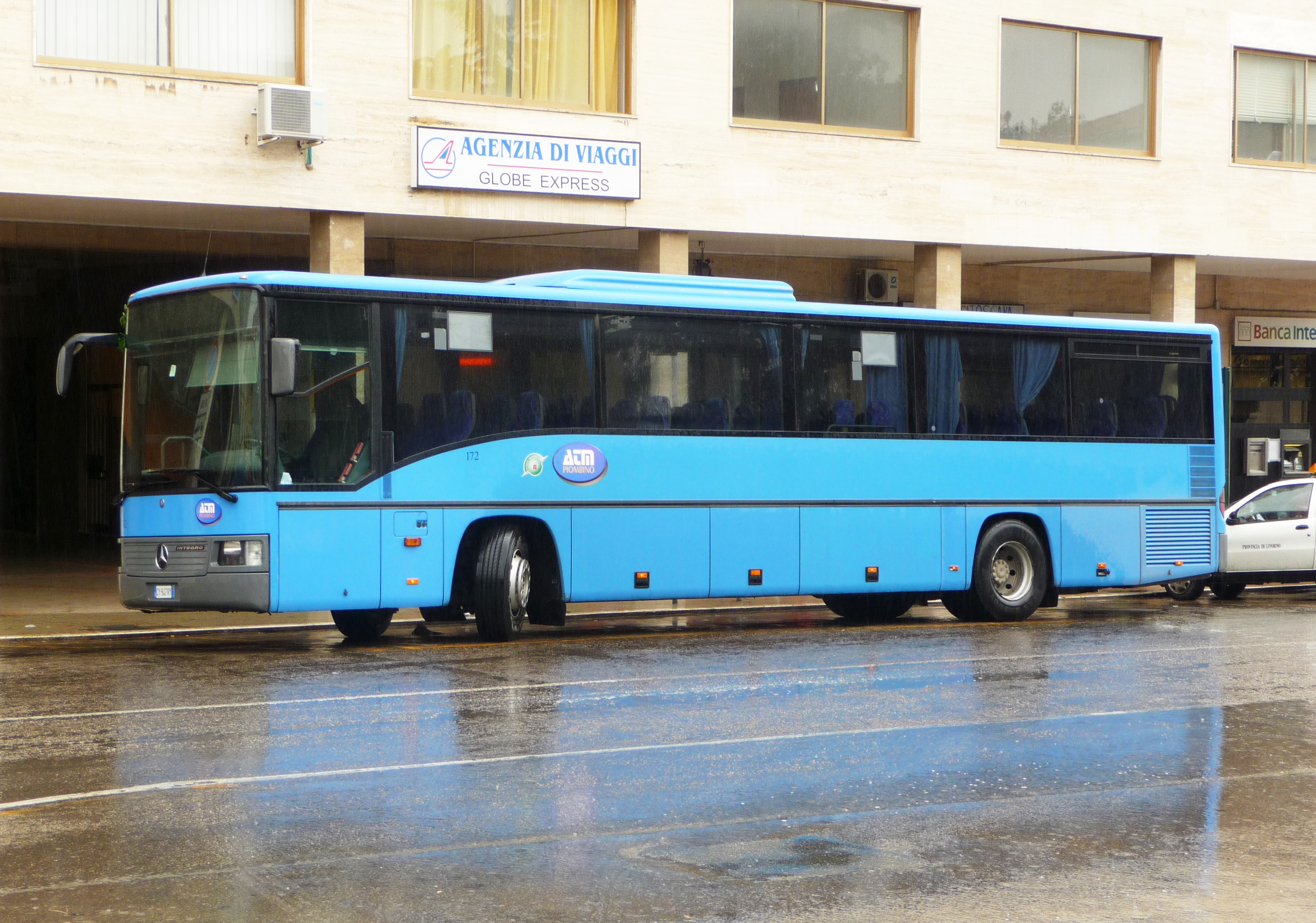
Mercedes-Benz Integro di ATM a Cecina

L'azienda fu istituita in base alla delibera del consiglio comunale di Piombino n° 337 del 18 dicembre 1971 come Azienda Speciale Municipalizzata del Servizio dei Trasporti Pubblici di Piombino (AMTPP), presto ribattezzata in Azienda Trasporti Municipalizzati (ATM). ATM subentrò nella gestione delle autolinee urbane di Piombino a partire dal 1º gennaio 1972, rimpiazzando la società privata F.lli Lazzi, che presentò un ricorso poi respinto dal Consiglio di Stato nell'agosto dello stesso anno. Al primo giorno di servizio la municipalizzata era dotata di 21 dipendenti, sei automezzi ed una rimessa sita in via Francesco Ferrer in località Casone Maresma; vista l'insufficienza infrastrutturale di quest'ultima, già nel corso dello stesso anno, l'autorimessa fu trasferita in via della Ferriera.
Nel 1973 ATM acquisì la società privata Autoservizi Castrucci, assumendo la gestione di alcune autolinee in Val di Cornia nei centri abitati di Campiglia Marittima, Monterotondo Marittimo, San Vincenzo e Suvereto. L'espansione del servizio gestito da ATM continuò nel 1979 con l'assorbimento di alcune autolinee gestite da Lazzi, includendo i comuni di Castagneto Carducci, Follonica e Sassetta. Contestualmente fu istituito il Consorzio Intercomunale dei Trasporti.
Nel 2005, in seguito alla decisione della regione Toscana di assegnare il trasporto pubblico locale ad un unico gestore per ciascuno dei 14 lotti istituiti, ha partecipato al consorzio Rama Mobilità per le corse svolte nell'ambito della provincia di Grosseto, confluendo poi nel 2010 in Tiemme Toscana Mobilità.

## Attività
La società gestisce il patrimonio immobiliare e la relativa locazione oltre che la partecipazione del 2,44% detenuta in Tiemme Toscana Mobilità. Fino al 2010 ha gestito le autolinee urbane di Piombino e in parte della provincia di Livorno.

## Dati societari
ATM è una società per azioni con capitale interamente controllato dagli enti locali coinvolti dai servizi. Il capitale sociale, pari a 696800 euro, è ripartito tra i soci:
- Comune di Piombino (52,43%)
- Comune di Campiglia Marittima (18,93%)
- Comune di Castagneto Carducci (11,01%)
- Comune di San Vincenzo (8,38%)
- Comune di Suvereto (5,40%)
- Comune di Monterotondo Marittimo (3,22%)
- Comune di Monteverdi Marittimo (0,76%)
- Comune di Sassetta (0,41%)